# 矢尾次郎
矢尾 次郎 （やお じろう、1916年 <大正5年> 5月24日 - 1990年 <平成2年> 3月3日）は、日本の経済学者。神戸大学名誉教授。元日本学術会議会員。

## 経歴
1916年、福井県福井市生まれ。福井市立福井商業学校（現福井県立福井商業高等学校）を経て、1937年名古屋高等商業学校（現名古屋大学経済学部）を卒業。商業学校では、赤松要ゼミで学んだ。その後は神戸商業大学（現神戸大学）に進み、1940年に卒業、田中金司ゼミで学んだ。
卒業後、指導教官田中の推薦で、1940年に神戸商業大学助手に採用。1944年より神戸商業大学大東亜研究所調査員。1944年に神戸経済大学助手、1946年に同助教授、1952年に同教授に昇進。1953年より神戸大学経済学部教授。1960年に文部省在外研究員となり、英国ならびにアメリカ合衆国へ研究留学。1962年に経済学博士号を取得。1970年より神戸大学経済学部長、1975年より神戸大学附属図書館長を務めた。1980年に神戸大学を定年退任し、名誉教授となった。その後は、南山大学経済学部教授として教鞭をとった。1987年に南山大学を退職。

### 役職・委員
- 1954年教科用図書検定調査審議会調査員。
- 1967年日本金融学会理事。
- 1972年日本学術会議会員。
- 1979年日本金融学会常任理事。

## 受賞・栄典
1989年勲二等瑞宝章受章。1990年叙従三位。

## 著作

### 著書
- 『物価理論の研究 : 貨幣作用の分析』巌松堂書店 1950年
- 『貨幣的経済理論の基本問題 : 貨幣経済の構造と貨幣の作用』千倉書房 1962年
- 『資金循環と国民経済』全国地方銀行協会 1970年

### 編集
- 『金融政策入門』（川口慎二と共編）有斐閣 1967年

### 監訳
- ベンジャミン H.ベックハート著『米国連邦準備制度』東洋経済新報社 1978年